# Alix de Bretagne (1243-1288)
Pour les articles homonymes, voir Alix de Bretagne.
Alix de Bretagne, née le 6 ou 11 juin 1243 au château de Suscinio, morte le 2 août 1288, est la fille de Jean Ier de Bretagne et de Blanche de Navarre.

## Biographie
Née dans la forteresse ducale construite par son père, elle est baptisée par l'évêque de Vannes, monseigneur Cadioc.	
En 1286, elle fonde une maison-Dieu aux Montils.
En septembre 1284, les exécuteurs testamentaires de son mari sont condamnés, sur titre du roi Philippe III le Hardi, à lui verser la somme de trois mille livres afin qu'elle conduise quelques chevaliers en Terre sainte. Ils arrivent à Saint-Jean-d'Acre en 1287, où elle fait ériger deux grandes « tours à barbacane », afin de protéger ce port maritime des attaques des Sarrasins, l'une près Saint-Nicolas, l'autre entre les portes de Saint-Thomas et de Maupas.

### Décès
De retour de Terre sainte, elle meurt le 2 août 1288, à l'âge de quarante-cinq ans. Elle est enterrée auprès de son mari, dans l'abbaye de la Guiche qu'ils avaient créée en 1277, mais son cœur repose dans la chapelle de sa maison-Dieu, près du château des Montils.

## Mariage et descendance
Elle est mariée en 1254, à l'âge de 11 ans, à Jean de Châtillon († 1279), comte de Blois et de Chartres, dont elle eut :
- Jeanne († 1291), mariée en 1272 à Pierre de France († 1283), comte d'Alençon et de Valois.